# Hh血型系统
Hh血型系統或Hh抗原系統，又稱孟買血型系統（英語：Hh/Bombay antigen system），是根據红血球表面是否存在H抗原而对血液分型的人類血型系统。Hh血型系统是人類最重要的血型系統——ABO系统的基礎。

## H抗原

A、B、O、孟买血型的红细胞表面特征抗原结构

H抗原是一种糖脂，基本分子结构是以糖苷键与多肽链骨架结合的四糖链，即β-D-半乳糖、β-D-N-乙酰葡萄糖胺、β-D-半乳糖以及在β-D-半乳糖2-位连接的抗原决定簇α-L-岩藻糖。决定H抗原的FUT1基因在19号染色体上，长度超过5000个碱基对，包括3个外显子。FUT1基因有两个等位基因H和h，H等位基因编码岩藻糖转移酶，使岩藻糖与糖链末端的半乳糖相连，形成H抗原。而h等位基因无法编码具有活性的岩藻糖转移酶。hh纯合子个体在人类中非常罕见，形成所谓“孟买血型”。
而ABO血型分型的根据——A、B抗原（A型血含有A抗原，B型血含有B抗原，AB型血含有A、B两种抗原）在体内的合成都以H抗原为前体，O型血的抗原实际就是H抗原。

## 孟买血型
基因型为hh的个体具有一种非常罕见的血型，最早由Y. M. Bhende于1952年在印度孟买发现，故亦称孟买血型。孟买血型的人体内没有H物質，无论其是否拥有A、B血型的等位基因，A抗原或B抗原都无法合成。他们不能接受任何ABO血型的血液，因为这些血液中至少含有A、B、H抗原中的一种，对他们来说均为外源抗原，从而引起自身免疫反应。
因此，他们只能接受其他孟买血型个体的输血。由于孟买血型非常罕见，一般血库都没有这种血液储备。预计进行输血（如手术）的孟买血型病人往往预先储存自身血液，即自体储血。
一般的ABO血型检测并不能测出孟买血型，而被误认为是O型。若未经进一步详查，贸然输入O型全血，则会引起输血事故。

## 遗传性

一孟买血型个体的遗传谱系图

FUT1基因的H等位基因对h是完全显性，只有两条染色体都带有h的个体才可能表现孟买血型。孟买血型的个体无论ABO基因型如何，均无A、B抗原，从而类似“O型”。但其ABO基因型可以遗传到下一代，如果下一代的FUT1基因型不是hh，ABO基因型就可以正常表现。
如右图中的遗传谱系，第一代，一孟买血型男性（FUT1基因型hh，表现为O型）与B血型女性（FUT1基因型Hh）婚配和其子（由于FUT1基因型为hh，表现为O型，但携带B等位基因）与一名A型女性婚配，一名儿子表现为AB血型。

## 分布
孟买血型在世界各地都是十分罕见的，在台灣约为八千分之一，在印度约为万分之一，在欧洲约为百万分之一。在某些孤立地区，如法属留尼旺，H抗原缺陷个体的比率高达约千分之一。